# Handlowa Spółdzielnia „Jubilat”
Handlowa Spółdzielnia „Jubilat” – spółdzielnia będąca właścicielem sieci sklepów spożywczo-przemysłowych i barów mlecznych w Krakowie.

## Historia
W 1908 roku w Krakowie rozpoczęło swoją działalność Robotnicze Stowarzyszenie Spożywcze „Naprzód”, które dało początek spółdzielczości spożywców. Na ul. Wiślnej 8 uruchomiło pierwszy sklep spółdzielczy. W 1948 roku połączono 34 działające w Krakowie spółdzielnie spożywców w jedną Powszechną Spółdzielnię Spożywców (PSS) z siedzibą przy Placu Jana Matejki 8. W 1958 roku, w pięćdziesiątą rocznicę działalności spółdzielni podjęto decyzję o wybudowaniu dużej placówki handlowej. W 1969 roku u zbiegu al. Krasińskiego i ul. Zwierzynieckiej oddano do użytku największy obiekt handlowy w Krakowie o nazwie „Jubilat”. Autorem pierwotnego projektu budynku był Henryk Jerzy Marconi, ostatecznie przyjęto nieznacznie zmienioną koncepcję Jadwigi Sanickiej. W 1984 roku z oddziałów WSS „Społem" utworzono samodzielne społdzielnie. Powstała spółdzielnia PSS Społem Krowodrza, która w 1991 roku przyjęła nazwę Handlowa Spółdzielnia „Jubilat” w Krakowie. Firma działa nadal (2024) i prowadzi działalność handlową i gastronomiczną.

## Placówki (2024)
- wielkopowierzchniowy (6800 m²) Dom Towarowy Jubilat na rogu alei Zygmunta Krasińskiego i ulicy Zwierzynieckiej, w którym mieści się siedziba spółdzielni[3][4];
- sieć 10 sklepów spożywczo-przemysłowych „Jubilat”[3];
- 2 bary mleczne („Żaczek” i „Flisak”)[3].

## Architektura Domu Handlowego „Jubilat”
Siedmiokondygnacyjny, modernistyczny gmach w części parterowej posiada obszerne przeszklenia. Powyżej zastosowano kurtynowe elewacje, które wypełnia szkło. Pierwotnie szkło miało zabarwienie brązowe, w 2014 roku w czasie remontu wymieniono stolarkę i szyby, które mają niebieskawe zabarwienie. Ta część budynku jest znacznie wysunięta poza obręb całości i obejmuje dwie kondygnacje. Kolejne piętra, pełniące funkcje administracyjne, są już wybudowane w licu parteru. Ściana przepruta jest prostokątnymi oknami, które wykończono z zastosowaniem gęstego rastru ekranu. Na najwyższej kondygnacji znajduje się restauracja z dużym tarasem widokowym w kierunku Wawelu i zakola Wisły. Część tarasu przysłonięta jest okapem, który od strony al. Krasińskiego ma ażurową strukturę.

## Logo
Logo spółdzielni stanowi czarny znak na pomarańczowym tle jest stylizacją skrzydła z czapki patrona kupców, Merkurego.